# Gaetano Morazzoni
Gaetano Morazzoni (Bovisio Masciago, 20 novembre 1932 – Milano, 24 giugno 2025) è stato un politico, avvocato e dirigente sportivo italiano.

## Biografia
Avvocato e uomo politico iscritto alla Democrazia Cristiana, occupò diverse poltrone importanti; tra le altre, fu vicepresidente della Fondazione Fiera di Milano. Fu inoltre parlamentare per due legislature consecutive, dal 1976 al 1983, e ricoprì diverse volte la carica di assessore nei Comuni di Rho e Milano.
Raccolse la presidenza dell'Associazione Calcio Milan nell'ottobre del 1980, in un momento particolarmente infelice, dopo la retrocessione d'ufficio in Serie B dovuta allo scandalo del Totonero che era costato altresì la radiazione al precedente numero uno rossonero Felice Colombo: non mancò chi vide in Morazzoni un semplice prestanome di quest'ultimo. Fatto sta che sotto la presidenza Morazzoni, il club tornò immediatamente in Serie A, ma iniziò negativamente la successiva stagione 1981-1982; con la squadra ormai in zona retrocessione, lasciò la presidenza a Giuseppe Farina che non riuscì a evitare un nuovo declassamento.
Diventato presidente della Società Esercizi Aeroportuali, scontò una condanna per falsa testimonianza nelle inchieste di Tangentopoli. Nel 1997 diventò consulente per questioni di diritto amministrativo del gruppo regionale lombardo di Forza Italia.
Inoltre fu difensore di Mediaset contro YouTube per i diritti del reality show Grande Fratello, nel 2009, nonché consulente legale dell'Automobile Club di Milano. Fu, infine, vicepresidente dell'Associazione Italia Russia.
Morì nel 2025, all'età di 92 anni.